# Phanoxyla hystrix
Phanoxyla hystrix är en fjärilsart som beskrevs av Felder 1774. Phanoxyla hystrix ingår i släktet Phanoxyla och familjen svärmare. Inga underarter finns listade i Catalogue of Life.